# Agylla subpurpurea
Agylla subpurpurea är en fjärilsart som beskrevs av Matsumura 1927. Agylla subpurpurea ingår i släktet Agylla och familjen björnspinnare. Inga underarter finns listade i Catalogue of Life.

## Bildgalleri

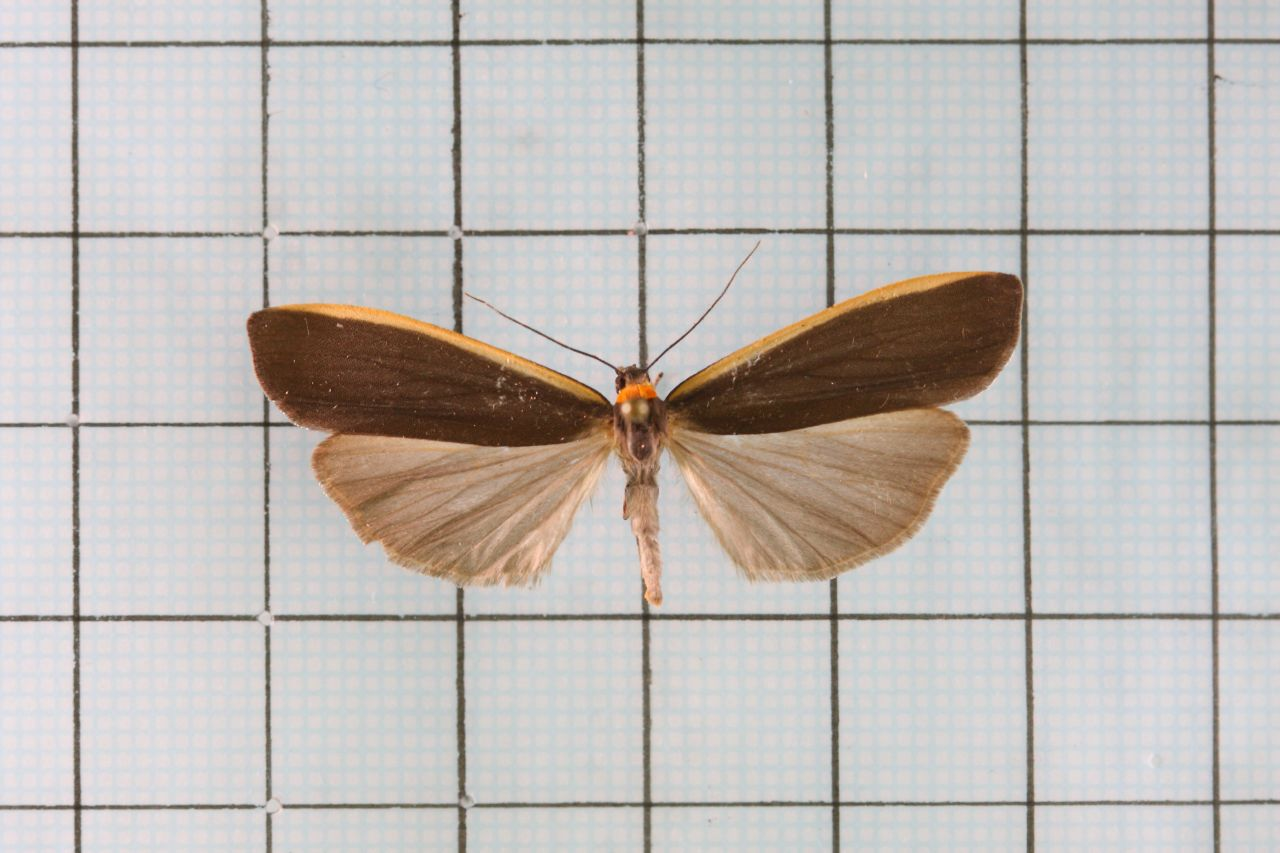
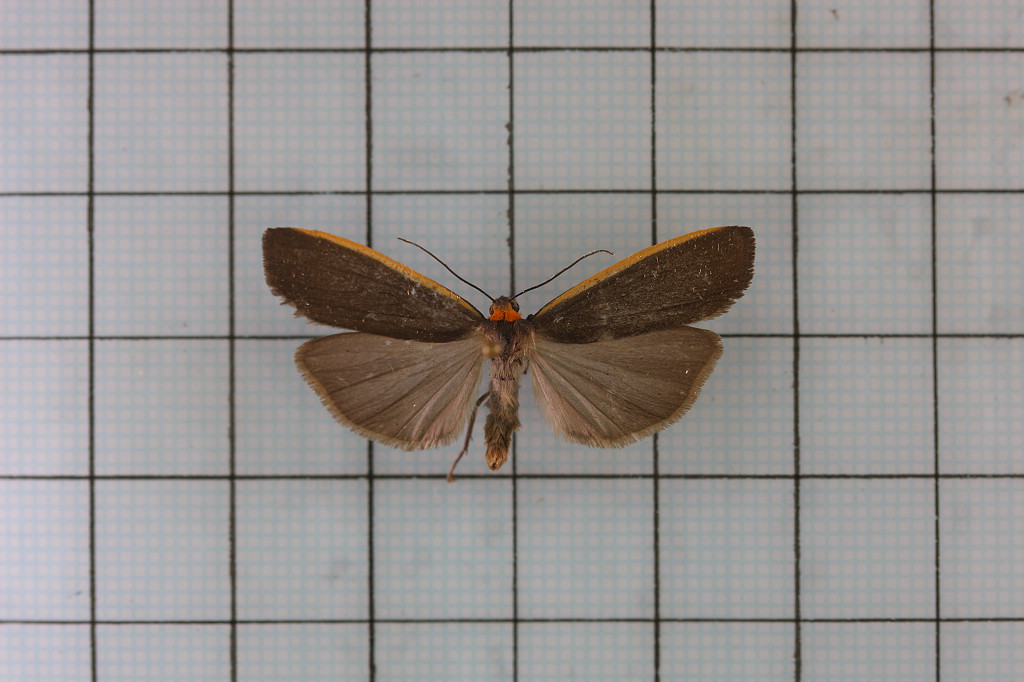